# Gaig blau comú
El gaig blau o cavallet (Coracias garrulus) és una espècie d'ocell de l'ordre dels coraciformes i la sola espècie de la seua família que habita al continent europeu.

## Morfologia
- Fa 30 cm de llargària i 59-73 cm d'envergadura alar.
- Pesa 140-200 g.
- Plomatge d'un blau verdós pàl·lid.
- Presenta el dors de color castany brillant i les ales d'un blau viu, amb els extrems més foscs i les puntes negres.
- Bec molt robust.
- Els exemplars immadurs són més clars que els adults.
- No presenten dimorfisme sexual.

## Subespècies
- Coracias garrulus garrulus (Linnaeus, 1758)
- Coracias garrulus semenowi (Loudon & Tschusi, 1902)

## Reproducció

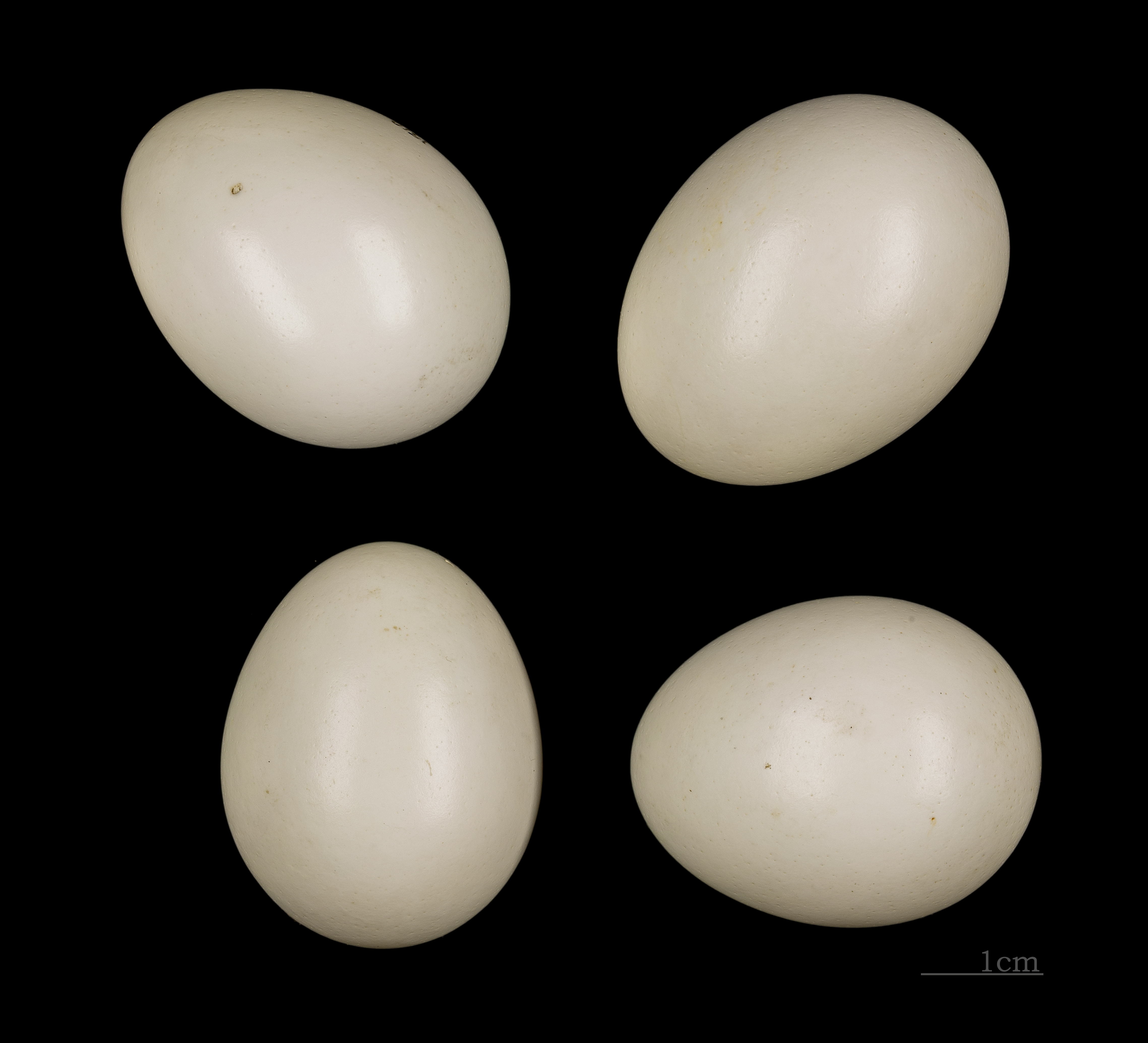
Ous

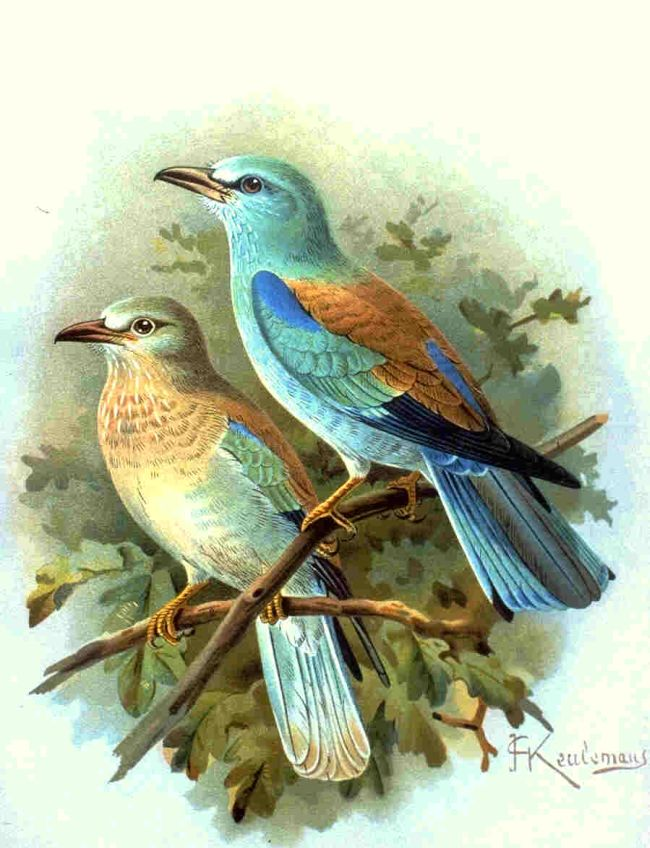
Il·lustració d'un exemplar immadur (esquerra) i d'un altre d'adult (circa 1905)

A Catalunya, en qualitat de nidificador està limitat a les planes empordaneses i a les planes lleidatanes més occidentals, però sempre en poca densitat. Situa el niu en el límit dels boscos, en el terreny obert, així com en conreus de secà que tinguin pocs arbres. Cerca arbres, murs i, de vegades, talussos per establir el niu, mal folrat, dins un forat. Pel maig ambdós progenitors s'alternen en la tasca de covament, que dura 14 dies, dels 4 o 7 ous i, després, faran el mateix en relació amb l'alimentació de la covada, que s'allarga fins a 28 dies, com a mínim (després de 28 dies, els pollets ja poden volar, però això no vol dir que, necessàriament, ja sàpiguen caçar i ser independents).

## Alimentació
Menja rèptils, petits mamífers, amfibis i insectes grans (llagostes, preferentment).

## Distribució geogràfica
Viu a la Mediterrània occidental (incloent-hi el Marroc, Algèria i Tunísia), gairebé a tota l'Europa oriental i a l'Àsia central i és comú al Principat de Catalunya i al País Valencià a l'estiu i passatger a les Balears.

## Costums
És un ocell essencialment estival, tot i que també es pot observar a la primavera, concretament a l'abril (que és quan tornen d'Àfrica), i a la fi de l'estiu o l'entrada de la tardor puix que se'n van generalment al sud d'Àfrica a la fi d'agost.